# Anwerbung
Die Anwerbung von Mitarbeitern ist Teil der Personalbeschaffung und geschieht durch betriebsinterne Personalverwaltungen oder externe Personalvermittler, wenn es um leitende oder hoch qualifizierte Positionen geht.
Doch umfasste das Wort – wie auch das Grundwort „werben“ – viel weiter gespannte Tätigkeitsfelder, so ab dem 15. Jahrhundert vor allem auch das Anwerben von Landsknechten oder Söldnern (siehe dazu Werbung (Militär)) und hatte nicht selten auch Züge des Menschenraubes („Pressen“, zu See „Schanghaien“).
Im Sprachgebrauch der Geheimdienste beschreibt der Begriff die Ansprache und Gewinnung eines Agenten für die eigenen Ziele.